# Pseudocrenilabrus
Pseudocrenilabrus – klad w randze rodzaju słodkowodnych ryb okoniokształtnych z rodziny pielęgnicowatych (Cichlidae). Typ nomenklatoryczny podrodziny Pseudocrenilabrinae – pielęgnic afrykańskich.

## Występowanie
Afryka – od dorzecza Nilu po Afrykę Południową.

## Klasyfikacja
Gatunki zaliczane do tego rodzaju:
- Pseudocrenilabrus multicolor (Schöller, 1903) – gębacz wielobarwny[3][4]
- Pseudocrenilabrus nicholsi (Pellegrin, 1928)
- Pseudocrenilabrus philander (Weber, 1897)
- Pseudocrenilabrus pyrrhocaudalis Katongo, Seehausen & Snoeks, 2017

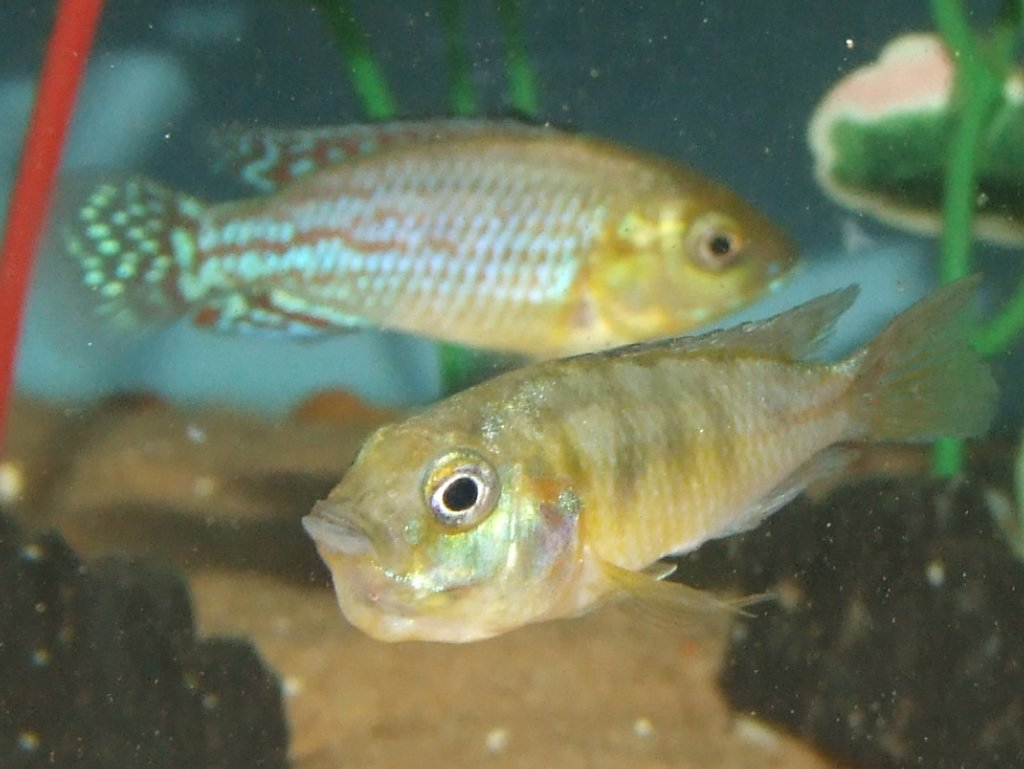
Pseudocrenilabrus nicholsi
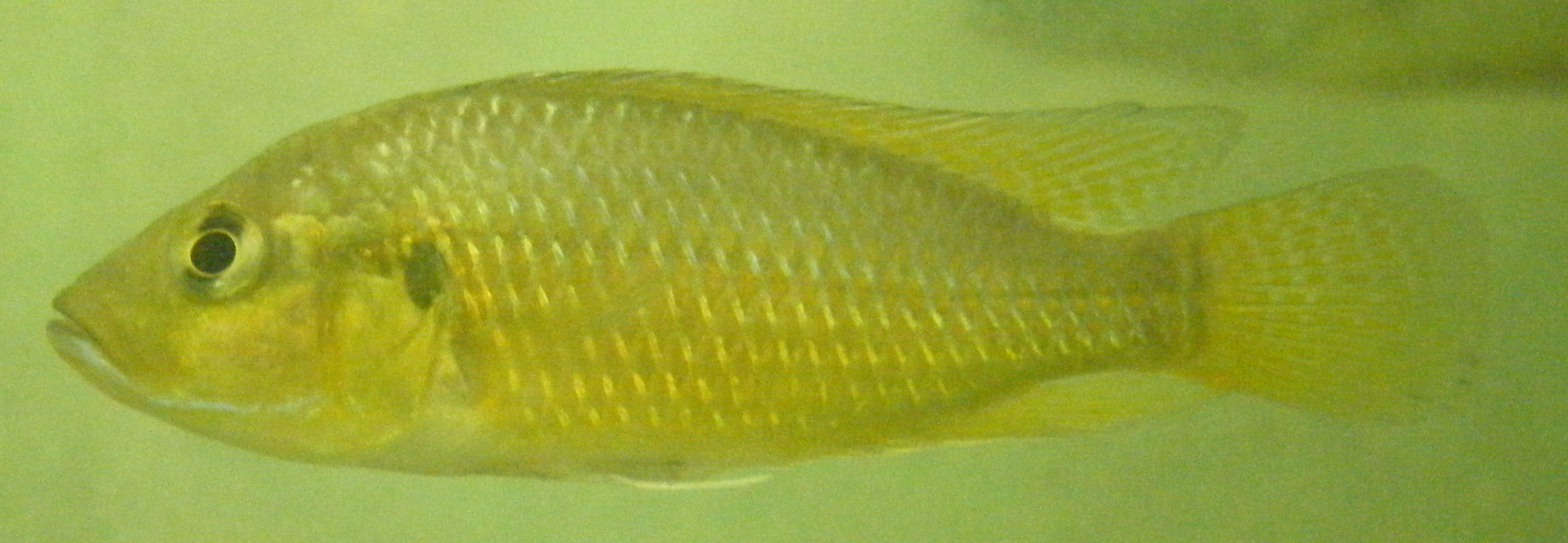
Pseudocrenilabrus philander

Badania molekularne wskazują, że do tego kladu należy również „Orthochromis” machadoi.